# 佐治·祖瑟夫·史密夫
（1859年11月7日—1913年12月24日）是來自紐約州的美國眾議員。

## 早年生活和職業生涯
史密夫出生於紐約州京士頓，父母是佐治·J·史密夫和哈麗特·M·（萊德）史密夫。他在當地公立學校接受教育，包括金斯頓學院。
作為一名商人，史密夫主要從事紐約市和金斯敦的雪茄製造業務。他在金斯敦創辦了一家雪茄工廠，生產Cremo品牌雪茄，後來將工廠賣給了美國雪茄公司，並擔任該公司的總裁。他是曼哈頓鮑威爾·韋尼格曼與史密夫公司（後來的鮑威爾·史密斯公司）的合夥人，去世時擔任同樣位於曼哈頓的阿克爾·梅拉爾與康迪特公司的副總裁。他的雪茄製造業生涯利潤豐厚，有人形容他透過這一行業「積累了一大筆財富」。
史密夫也涉足銀行業、房地產業（特別是長島的開發）以及雜貨批發業務。

## 政治
史密夫於1898年擔任共和黨縣委員會主席，1899年擔任共和黨州委員會財務主管。1909年，他擔任共和黨全國代表大會代表。
他以共和黨人選為第五十八屆國會議員（1903年3月4日—1905年3月3日），但拒絕競選連任，此後除了1909年擔任州黨財務主管外，他沒有參與政治。

## 個人生活
史密夫是長老教會教徒，他在家鄉金斯敦與勞拉·N·林奇結婚。他是身心障礙兒童學校和金斯頓基督教青年會的理事，也是聯合聯盟、紐約遊艇俱樂部和紐約體育俱樂部的成員。
1913年8月，史密夫經歷了所謂的“精神崩潰”，之後他搬到了新澤西州大西洋城，接受私人醫生和護士的照顧。1913年12月24日，他因心臟病發作在那裡去世。他被安葬在紐約州金斯頓的威爾特維克公墓。
他在金斯頓的家，佐治·祖瑟夫·史密夫故居，被列入國家史蹟名錄。

## 來源
- 佐治·祖瑟夫·史密夫－美國國會國家人物傳記大辭典

## 外部連結
- 在Find a Grave上的佐治·祖瑟夫·史密夫

 本条目引用的公有领域材料来自Biographical Directory of the United States Congress的网站或文档。